# La Varsovienne de 1831
Pour les articles homonymes, voir Varsovienne (homonymie).
Ne doit pas être confondu avec La Varsovienne.
La Varsovienne de 1831 (en polonais Warszawianka 1831 roku) est un chant patriotique polonais et le symbole musical de l'insurrection polonaise de 1830-1831. C'est la version polonaise d'un chant écrit au début de 1831 par Casimir Delavigne en l'honneur des insurgés.
Le titre d'origine était simplement Warszawianka. Il est devenu Warszawianka 1831 roku au début du XXe siècle, afin de la distinguer d'un chant révolutionnaire plus récent, Warszawianka 1905 roku, « La Varsovienne de 1905 ».
Stanislas Wyspianski (1869-1907) a écrit et mis en scène une pièce intitulée La Varsovienne, dans laquelle la Varsovienne de 1831 est utilisée comme un leitmotiv.

## Historique du chant

### La Varsoviennede Casimir Delavigne
Le texte polonais est la traduction du poème français « La Varsovienne », écrit en février 1831, en hommage aux insurgés de Varsovie, par le poète français Casimir Delavigne. Il avait intitulé son poème La Varsovienne en référence à La Marseillaise et à La Parisienne que Delavigne venait d'écrire en hommage aux Trois Glorieuses. La Varsovienne, mise en musique par Auber, est chantée pour la première fois en public le 1er mars par Adolphe Nourrit.

### La Varsoviennepolonaise
Peu après, le poème est diffusé sous forme de tract à Varsovie et, dès la fin du mois, traduit en polonais par le poète Karol Sienkiewicz (oncle de Henryk Sienkiewicz) et publié dans la revue Polak Sumienny. Il est aussitôt mis en musique par le compositeur et chef d'orchestre de l'opéra de Varsovie, Karol Kurpiński.
Le 5 avril 1831, le chant est exécuté en public pour la première fois pendant le spectacle d'opéra au Théâtre National de Varsovie. Le public l'accueille avec enthousiasme.
Pendant les décennies ultérieures, ce chant est un des grands symboles du mouvement national polonais. De 1918 à 1927, La Varsovienne est un des cinq candidats au titre d'hymne national de la Pologne jusqu'au choix de La mazurka de Dombrowski.
Pendant l'entre-deux-guerres, les premières mesures servaient d'indicatif au second programme de la radio polonaise.
Ce chant a été le plus populaire lors de l'insurrection de Varsovie en 1944.

## Textes

### Le texte polonais et celui de Casimir Delavigne
| Paroles en polonais | Texte de Delavigne |
| --- | --- |
| Oto dziś dzień krwi i chwały, Oby dniem wskrzeszenia był! W tęczę Franków Orzeł Biały Patrząc, lot swój w niebo wzbił. Słońcem lipca podniecany Woła do nas z górnych stron: "Powstań, Polsko, skrusz kajdany, Dzis twój tryumf albo zgon!" Refren : Hej, kto Polak, na bagnety! Żyj, swobodo, Polsko, żyj! Takim hasłem cnej podniety Trąbo nasza wrogom grzmij! Na koń, woła Kozak mściwy, Karać bunty polskich rot, Bez Bałkanów są ich niwy, Wszystko jeden zgniecie lot. Stój! Za Bałkan pierś ta stanie, Car wasz marzy płonny łup, Z wrogów naszych nie zostanie, Na tej ziemi, chyba trup. Refren Droga Polska, dzieci Twoje, Dziś szczęśliwszych doszły chwil, Od tych sławnych, gdy ich boje, Wieńczył Kremlin, Tybr i Nil. Lat dwadzieścia nasze męże, Los po obcych ziemiach siał, Dziś, o Matko, kto polęże, Na Twem łonie będzie spał. Refren Wstań Kościuszko! Ugodź serca, Co z litością mamić śmią, Znałże litość ów morderca, Który Pragę zalał krwią? Niechaj krew tę krwią dziś spłaci, Niech nią zrosi grunt, zły gość, Laur męczeński naszej braci Bujniej będzie po niej rość. Refren Tocz Polaku bój zacięty, Ulec musi dumny car, Pokaż jemu pierścień święty, Nieulękłych Polek dar, Niech to godło ślubów drogich, Wrogom naszym wróży grób, Niech krwią zlane w bojach srogich, Nasz z wolnością świadczy ślub. Refren O Francuzi! Czyż bez ceny Rany nasze dla was są? Spod Marengo, Wagram, Jeny, Drezna, Lipska, Waterloo Świat was zdradzał, my dotrwali, Śmierć czy tryumf, my gdzie wy! Bracia, my wam krew dawali. Dziś wy dla nas nic – prócz łzy. Refren Wy przynajmniej coście legli, W obcych krajach za kraj swój, Bracia nasi z grobów zbiegli, Błogosławcie bratni bój. Lub zwyciężym – lub gotowi, Z trupów naszych tamę wznieść, By krok spóźnić olbrzymowi, Co chce światu pęta nieść. Refren Grzmijcie bębny, ryczcie działa, Dalej! dzieci w gęsty szyk, Wiedzie hufce wolność, chwała, Tryumf błyska w ostrzu pik. Leć nasz orle, w górnym pędzie, Sławie, Polsce, światu służ! Kto przeżyje wolnym będzie, Kto umiera, wolny już! Refren | Il s'est levé, voici le jour sanglant ; Qu'il soit pour nous le jour de délivrance ! Dans son essor, voyez notre aigle blanc Les yeux fixés sur l'arc-en-ciel de France Au soleil de juillet, dont l'éclat fut si beau, Il a repris son vol, il fend les airs, il crie : "Pour ma noble patrie, Liberté, ton soleil ou la nuit du tombeau !" Refrain : Polonais, à la baïonnette ! C'est le cri par nous adopté ; Qu'en roulant le tambour répète : À la baïonnette ! Vive la liberté! Guerre ! À cheval, cosaques des déserts ! Sabrons, dit-il, la Pologne rebelle : Point de Balkans, ses champs nous sont ouverts ; C'est le galop qu'il faut passer sur elle. Halte ! n'avancez pas ! Ses Balkans sont nos corps ; La terre où nous marchons ne porte que des braves, rejette les esclaves Et de ses ennemis ne garde que les morts Refrain Pour toi, Pologne, ils combattront, tes fils, Plus fortunés qu'au temps où la victoire Mêlait leurs cendres aux sables de Memphis Où le Kremlin s'écroula sous leur gloire: Des Alpes au Thabor, de l'Ebre au Pont-Euxin, Ils sont tombés, vingt ans, sur la rive étrangère. Cette fois, ô ma mère! Ceux qui mourront pour toi, dormiront sur ton sein. Refrain Viens Kosciusko, que ton bras frappe au cœur Cet ennemi qui parle de clémence; En avait-il quand son sabre vainqueur Noyait Praga dans un massacre immense ? Tout son sang va payer le sang qu'il prodigua, cette terre en a soif, qu'elle en soit arrosée; Faisons, sous sa rosée, Reverdir le laurier des martyrs de Praga. Refrain Allons, guerriers, un généreux effort! Nous les vaincrons; nos femmes les défient. O mon pays, montre au géant du nord Le saint anneau qu'elles te sacrifient. Que par notre victoire il soit ensanglanté; Marche, et fais triompher au milieu des batailles L'anneau des fiançailles, Qui t'unit pour toujours avec la liberté. Refrain À nous, Français! Les balles d'Iéna Sur ma poitrine ont inscrit mes services; À Marengo, le fer la sillonna; De Champ-Aubert comptez les cicatrices. Vaincre et mourir ensemble autrefois fut si doux! Nous étions sous Paris... Pour de vieux frères d'armes N'aurez-vous que des larmes? Frères, c'était du sang que nous versions pour vous! Refrain O vous, du moins, dont le sang glorieux S'est, dans l'exil, répandu comme l'onde, Pour nous bénir, mânes victorieux, Relevez-vous de tous les points du monde! Qu'il soit vainqueur, ce peuple; ou martyr comme vous, Sous le bras du géant, qu'en mourant il retarde, Qu'il tombe à l'avant-garde, Pour couvrir de son corps la liberté de tous. Refrain Sonnez, clairons! Polonais, à ton rang! Suis sous le feu ton aigle qui s'élance. La liberté bat la charge en courant, Et la victoire est au bout de ta lance. Victoire à l'étendard que l'exil ombragea Des lauriers d'Austerlitz, des palmes d'Idumée! Pologne bien-aimée, Qui vivra sera libre, et qui meurt l'est déjà! Refrain |

### Commentaires
Le texte mentionne les événements suivants : la révolution de juillet en France (« soleil de juillet »), l'établissement comme drapeau national français du drapeau tricolore révolutionnaire (« l'arc-en-ciel de France »), le passage de l'armée russe dans les montagnes balkaniques pendant la guerre russo-turque (1829) (le commandant de cette marche Ivan Dibich était supposé commander l'armée déplacée contre la Pologne), l'amnistie proposée par Nicolas Ier aux insurgés ; le massacre de Praga en banlieue de Varsovie, la participation polonaise aux guerres napoléoniennes, l'intervention supposée de la Russie contre la révolution en Europe, que l'insurrection polonaise a empêchée.
Il est à noter de fortes nuances entre la version polonaise et la version française, par exemple « Bracia, my wam krew dawali / Dziś wy dla nas nic – prócz łzy » qui se traduirait en « Frères, nous vous avons donné notre sang / Aujourd'hui vous ne nous (donnez) rien – à part des larmes », à mettre en regard avec « N'aurez-vous que des larmes ? / Frères, c'était du sang que nous versions pour vous ! ».